# La Forêt des mal-aimés
Albums de Pierre Lapointe
Pierre Lapointe (album)
(4 mai 2004) 2X2
(27 mars 2007)

La Forêt des mal-aimés, paru en mars 2006, est le troisième disque de Pierre Lapointe.

## Liste des titres
| No  | Titre                                                           | Durée |
| --- | --------------------------------------------------------------- | ----- |
| 1.  | Dans la forêt des mal-aimés                                     | 3:55  |
| 2.  | Deux par deux rassemblés                                        | 3:53  |
| 3.  | Le Lion Imberbe                                                 | 2:50  |
| 4.  | 25-1-14-14                                                      | 2:22  |
| 5.  | Qu'en est-il de la chance?                                      | 2:17  |
| 6.  | L'endomètre rebelle                                             | 5:24  |
| 7.  | Tous les visages                                                | 2:26  |
| 8.  | Moi, je t'aimerai                                               | 3:06  |
| 9.  | Nous n'irons pas                                                | 2:00  |
| 10. | Au 27-100 rue des partances                                     | 3:03  |
| 11. | Au nom des cieux galvanisés                                     | 3:41  |
| 12. | 25-1-14-14.16                                                   | 0:57  |
| 13. | L'équipage                                                      | 3:14  |
| 14. | De glace                                                        | 3:16  |
| 15. | Au pays des fleurs de la transe                                 | 5:40  |
| 16. | Bannir d'autres lieux (chanson cachée après 12 minutes de sons) | 14:52 |

## Musiciens
- Pierre Lapointe : piano et voix
- Josianne Hébert : piano, clavecin, harmonium et voix
- Philippe Brault : basse, contrebasse, synthétiseurs, programmation, guitare électrique, percussions, voix
- Philippe Bergeron : guitares électrique et acoustique, voix
- Guido del Fabbro : violon alto, synthétiseur, table tournante, voix
- Jean-Phi Goncalves : batterie
- Sheila Hannigan : violoncelle
- Jean-Denis Levasseur : clarinette, flûte traversière
- Florence Mennessier : échantillonnage
- Jean Massicotte : programmation, synthétiseur, guitare électrique, piano, percussions, échantillonnage

- Réalisation : Jean Massicotte
- Direction Artistique: Denis Wolff
- Arrangements : Philippe Brault et Jean Massicotte
- Label : Les disques Audiogram
- Enregistré au Studio Masterkut

## Prix
Le 28 octobre 2007, l'album reçoit trois prix Félix au 29e gala de l'ADISQ :

- Auteur-compositeur-interprète du spectacle de l'année pour "La forêt des mal-aimés"

- Arrangements (Philippe Brault et Jean Massicotte pour le CD La forêt des mal-aimés)

- Album de l’année catégorie Pop.

## Classements des ventes
| Pays   | Meilleure position |
| ------ | ------------------ |
| Canada | 1                  |
| France | 112                |

Album certifié disque de platine pour 100 000 exemplaires vendus au Canada.